# Pétronille de Chemillé
Pétronille de Chemillé, nacida de Craon, fue una noble angevina nacida a finales del siglo XI y fallecida en 1149, conocida especialmente por su compromiso religioso: tras su segunda y precoz viudez, aceptó la tarea de ser la primera abadesa de Fontevraud.

## Juventud y matrimonios
No se conoce gran cosa sobre su juventud. Pétronille habría nacido alrededor de 1090 (se presupone que tendría unos veinte años cuando murió su segundo esposo en 1111). Era especialmente conocida por su belleza y su inteligencia.

## Vocación religiosa

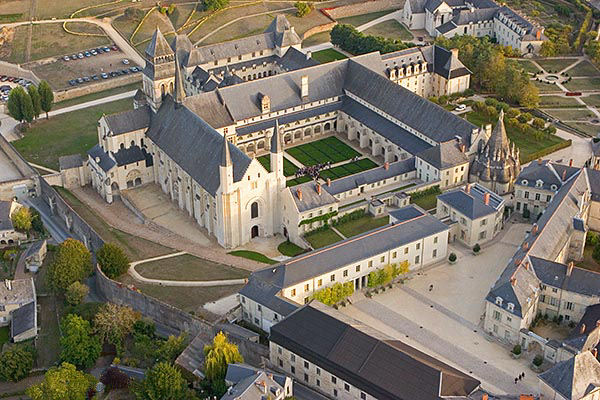
La abadía de Fontevraud.

La abadía de Fontevrault había sido fundada por Robert d'Arbrissel en 1101. Su principal característica era la de ser un monasterio doble, es decir, acoger a hombres y mujeres que rezaban juntos y bajo la dirección de una sola persona pero que vivían y trabajaban en dos claustros separados. Robert, con alma de evangelizador, deseaba marcharse como misionero y no tardó en pedir a una mujer que le sucediese. Herserde de Champagné fue la priora aunque no aceptó el título de abadesa.
Pétronille, atraída por la vida religiosa, fue elegida; ella quiso rechazar este cargo pero fue convencida por su primo o tío Geoffroi de Vendôme para aceptar el cargo de abadesa de Fontevraud.